# Retrouvailles (Angel)
Pour les articles homonymes, voir Retrouvailles.
Retrouvailles est le 10e épisode de la saison 2 de la série télévisée Angel. Dans cet épisode, Angel tente de retrouver Darla avant que sa transformation en vampire ne soit totale.

## Résumé
Angel a échappé mystérieusement aux hommes de Wolfram & Hart. Il veut retrouver le corps de Darla et la tuer avant qu'elle ne redevienne un vampire. Il décide de retourner chez Lindsey McDonald, mais celui-ci a déménagé. Il apprend que Drusilla veut mettre en scène la renaissance de Darla, et en déduit l'endroit où elles se trouvent, mais n'arrive pas à les tuer : Darla est redevenue un vampire. Il se rend alors aux bureaux de Wolfram & Hart, mais une vision de Cordelia sur un jeune homme ayant l'intention de se suicider le ralentit. Néanmoins, Angel refuse d'aider le jeune homme, au désarroi de son équipe, et finit par arriver dans les bureaux de Wolfram & Hart, où il se retrouve contraint à discuter avec Holland Manners, qui lui explique que Darla n'est qu'une partie du plan et qu'il ne veut pas le tuer. Holland lui montre toute son inhumanité. Angel est remis à la police, dans les mains de Kate Lockley, qui lui apprend où sont Darla et Drusilla et le libère.
Pendant ce temps les deux vampires, après s'être battues, font front commun et décident de se rendre chez Holland, où tous ses associés, dont Lindsey et Lilah Morgan sont présents pour une soirée, ce qui contrarie complètement les prévisions de Holland. Darla remarque que Lindsey n'a pas peur. Alors qu'elles s'apprêtent à tuer tout le monde, Angel arrive sur les lieux, mais décide de les laisser faire malgré les suppliques de Holland, et ferme les portes. De retour à l'hôtel d'Angel Investigations, ses collaborateurs lui signalent leur désapprobation au sujet de son attitude récente. Angel décide donc de tous les renvoyer.

## Statut particulier
Brian Ford Sullivan, du site web The Futon Critic, place l'épisode au 20e rang des meilleurs épisodes de séries télévisées en 2000, commentant que la fin de l'épisode laisse bouche bée et qu'il n'a « jamais eu plus envie de voir l'épisode suivant d'une série qu'après celui-ci ». Daniel Erenberg, du site Slayage, estime que c'est « l'épisode au rythme le plus effréné de toute la série » ainsi que « le tournant de cette fantastique deuxième saison ». Noel Murray, du site A.V. Club, évoque un épisode d'une « intensité indéniable », avec notamment un final à sensation, mais qui ne l'a « pas touché émotionnellement autant qu'il l'aurait souhaité ». Ryan Bovay, du site Critically Touched, lui donne la note maximale de A+, estimant que c'est l'un des meilleurs épisodes de la saison, avec Darla, Le Grand Bilan et Retour à l'ordre, « et le plus captivant des quatre », concluant parfaitement la première moitié de la saison et « ouvrant de formidables perspectives pour sa deuxième moitié ».

## Distribution

### Acteurs crédités au générique
- David Boreanaz : Angel
- Charisma Carpenter : Cordelia Chase
- Alexis Denisof : Wesley Wyndam-Pryce
- J. August Richards : Charles Gunn

### Acteurs crédités en début d'épisode
- Elisabeth Röhm : Kate Lockley
- Christian Kane : Lindsey McDonald
- Stephanie Romanov : Lilah Morgan
- Sam Anderson : Holland Manners
- Julie Benz : Darla
- Juliet Landau : Drusilla

### Acteurs crédités en fin d'épisode
- Erik Liberman : Erik
- Katherine Ann McGregor : Catherine